# Justified
Justified – debiutancki album Justina Timberlake’a. Album został wydany 5 listopada 2002 roku. Jest utrzymany w gatunkach muzycznych pop oraz R&B.

## Lista utworów
| #   | Tytuł                                                                | Wykonawcy                                              |      |
| --- | -------------------------------------------------------------------- | ------------------------------------------------------ | ---- |
| 1.  | „Señorita”                                                           | (Chad Hugo, Timberlake, Pharrell Williams)             | 4:54 |
| 2.  | „Like I Love You” (Featuring The Clipse)                             | (Hugo, Timberlake, Williams, G. Thornton, T. Thornton) | 4:43 |
| 3.  | „(Oh No) What You Got”                                               | (Tim Mosley, Timberlake)                               | 4:31 |
| 4.  | „Take it from Here”                                                  | (Hugo, Timberlake, Williams)                           | 6:14 |
| 5.  | „Cry Me a River” (Featuring Timbaland)                               | (Mosley, Scott Storch, Timberlake)                     | 4:48 |
| 6.  | „Rock Your Body”                                                     | (Hugo, Timberlake, Williams)                           | 4:27 |
| 7.  | „Nothin' Else”                                                       | (Hugo, Timberlake, Williams)                           | 4:58 |
| 8.  | „Last Night”                                                         | (Hugo, Timberlake, Williams)                           | 4:47 |
| 9.  | „Still on My Brain”                                                  | (H. Mason Jr., D. Thomas, Timberlake)                  | 4:35 |
| 10. | „(And She Said) Take Me Now” (Featuring Janet Jackson and Timbaland) | (Mosley, Storch, Timberlake)                           | 5:31 |
| 11. | „Right for Me” (Featuring Bubba Sparxxx)                             | (Mosley, Timberlake)                                   | 4:29 |
| 12. | „Let's Take a Ride”                                                  | (Hugo, Timberlake, Williams)                           | 4:44 |
| 13. | „Never Again”                                                        | (Brian McKnight, Timberlake)                           | 4:34 |
| 14. | „Worthy of” *                                                        | (Timberlake)                                           | 4:09 |

* UK bonus track

## Single
| #  | Tytuł                                | Rok  |
| -- | ------------------------------------ | ---- |
| 1. | „Like I Love You” (feat. The Clipse) | 2002 |
| 2. | „Cry Me A River”                     | 2002 |
| 3. | „Rock Your Body”                     | 2003 |
| 4. | „Señorita”                           | 2003 |
| 5. | „I’m Lovin’ It”                      | 2003 |